# Nici Sterling
Nici Sterling, de nom real Nici Norman (Epsom, Surrey, 17 de gener de 1968) és una actriu porno anglesa, que ha participat en més de 200 pel·lícules.
El seu marit, Chris Norman, va decidir enviar fotos d'ella a la secció "readers wife" ("la dona del lector") de la revista Fiesta; els va agradar el que van veure, i li van oferir fer de model. Més endavant Chris Norman abandonaria el seu treball com a advocat per a dedicar-se al cinema pornogràfic i al màrqueting, i adoptaria el nom artístic de Wilde Oscar. Forma part de l'AVN Hall of Fame.